# Dovhe
Dovhe, česky dříve také Dolhoje (ukrajinsky Довге / Dovhe, slovensky Dlhé, maďarsky Dolha), je obec v centrální části Zakarpatské oblasti Ukrajiny, asi 42 km východně od Mukačeva v okrese Chust (dříve v okrese Iršava). V roce 2004 zde žilo 6790 obyvatel, z toho zhruba 200 Slováků.
Je zde administrativní centrum  jednotného územního společenství Dovžanská vesnická komunita (ukrajinsky Довжанська сільська громада), do kterého patří 8 vesnic, a to:
- Broňka, ukrajinsky Бронька
- Dovhe, ukrajinsky Довге
- Kalliv, ukrajinsky Каллів
- Lypecka Poljana, ukrajinsky Липецька Поляна
- Ožoverch, ukrajinsky Ожоверх
- Pryboržavske, ukrajinsky Приборжавське
- Slopovyj, ukrajinsky Слоповий
- Sucha, ukrajinsky Суха

Dovžanská vesnická komunita má rozlohu 257,56 km². V roce 2020 v ní žilo 16801 obyvatel.

## Historie

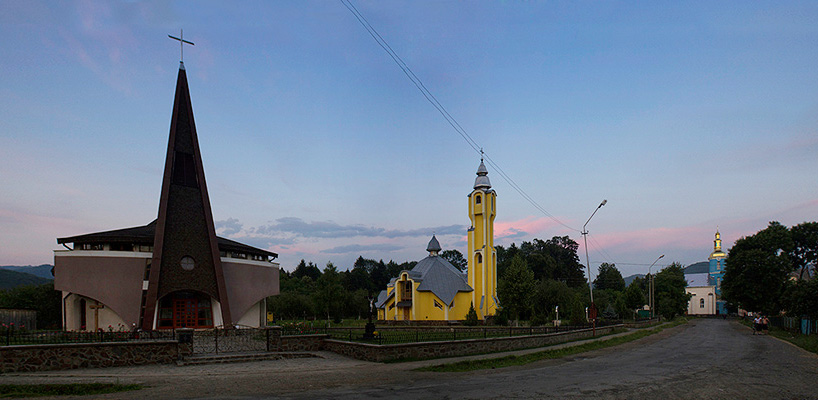
Kostely v Dovhem

První písemná zmínka pochází z roku 1383. Za povstání proti Habsburkům (Kurucká válka 1703 až 1711) zde bojoval František II. Rákóczi proti královskému vojsku. Na počest Kuruců zde byl v roce 1902 odhalen pomník.
V minulosti vesnice patřila Rakousku-Uhersku, od jeho rozpadu v roce 1918 až do roku 1938 bylo součástí Podkarpatské Rusi, která byla součástí Československa. Za první československé republiky byl v obci obecní notariát, četnická stanice a poštovní úřad. Roku 1945 byla Podkarpatská Rus spolu s vesnicí připojena k Ukrajinské SSR.
V roce 1971 bylo Dovhe povýšeno na sídlo městského typu, ale 29. listopadu 1994 mu byl tento status odňat a sídlo se opět stalo vesnicí.

## Doprava
Obcí prochází úzkokolejná Boržavská hospodářská dráha.

## Pamětihodnosti
- V místě se nachází zámek Telekiů ze 17. století.
- Kostel z 15. století byl v roce 2000 restaurován.